# Alexandra Eala
Alexandra Maniego Eala (n. 23 mai 2005, Quezon City, Filipine) este o jucătoare de tenis profesionistă filipineză. Cea mai bună clasare a sa la simplu este locul 69 mondial, în mai 2025. Ea este cea mai bine clasată jucătoare filipineză de simplu din istoria circuitului WTA, depășind-o pe Maricris Gentz, care a ajuns pe locul 284 la 18 octombrie 1999. Eala a ocupat locul 2 în clasamentul ITF pentru juniori la 6 octombrie 2020. Eala a câștigat primul său titlu de simplu pentru juniori la US Open 2022, devenind prima jucătoare filipineză care câștigă un titlu de Grand Slam pentru juniori la simplu.